# Označiteljski jezik
Označiteljski jezik, jezik za označavanje, oznakovni jezik, prezentacijski jezik (markup jezik, eng. markup language) je programski jezik za označavanje podataka. Nije kao drugi programski jezici i ne "izvodi" ništa, nego se njime opisuju podatci i dokument. Ovisno o vrsti oznakovnog jezika, oznake mogu imati unaprijed definirana imena koja se moraju koristiti. U drugim situacijama korisnici moraju zadovoljiti minimalni skup pravila za valjano definiranje (kao u XML-u). Primjeri ovih jezika su Extensible Markup Language (XML), wikitekst, HTML, XHTML, SGML, pa raniji IBM-ovi standardi za poopćene oznakovne jezike GML i ISIL. Oznake (tagovi) i sadržaj dokumenta dio su jezika.

## Vanjske poveznice
- FER  Arhivirana inačica izvorne stranice od 4. svibnja 2019. (Wayback Machine)